# 半柱海馬
半柱海馬為輻鰭魚綱棘背魚目海龍魚科的其中一種，分布於西太平洋區的印尼海域，棲息深度40-60公尺，背鰭軟條18枚，臀鰭軟條4枚，體環11個，尾環35-36個，體長可達18公分，棲息在泥底質海域，屬肉食性，以小型甲殼類為食，卵胎生。